# زنبق فيلادلفي
الزنبق الفيلادلفي نوع نباتي ينتمي إلى جنس الزنبق من الفصيلة الزنبقية.

## البيئة والانتشار
موطنه معظم مناطق شمال شرق الولايات المتحدة ومنطقة البحيرات العظمى وجبال روكي في الولايات المتحدة وكندا.

## معرض صور

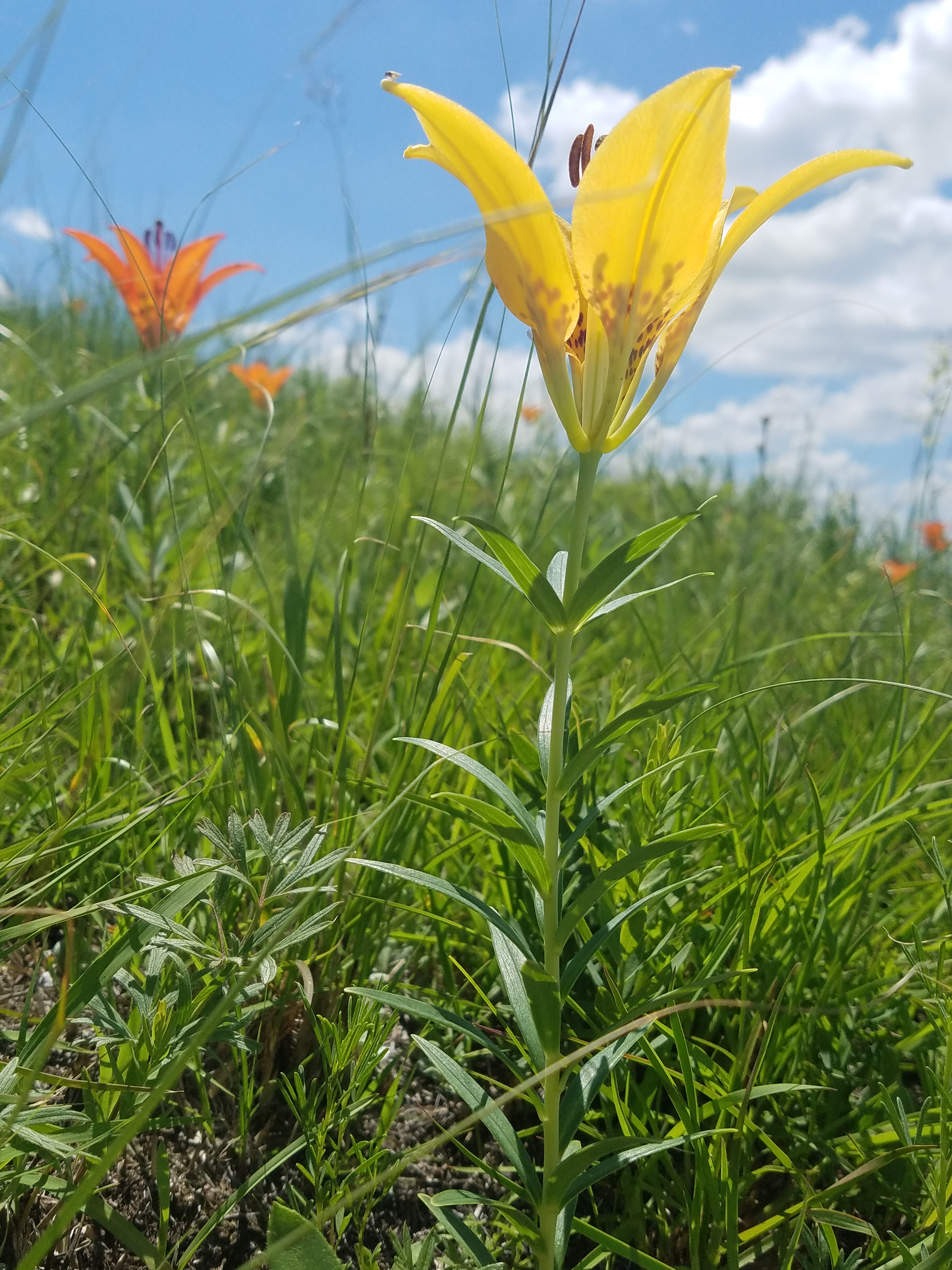
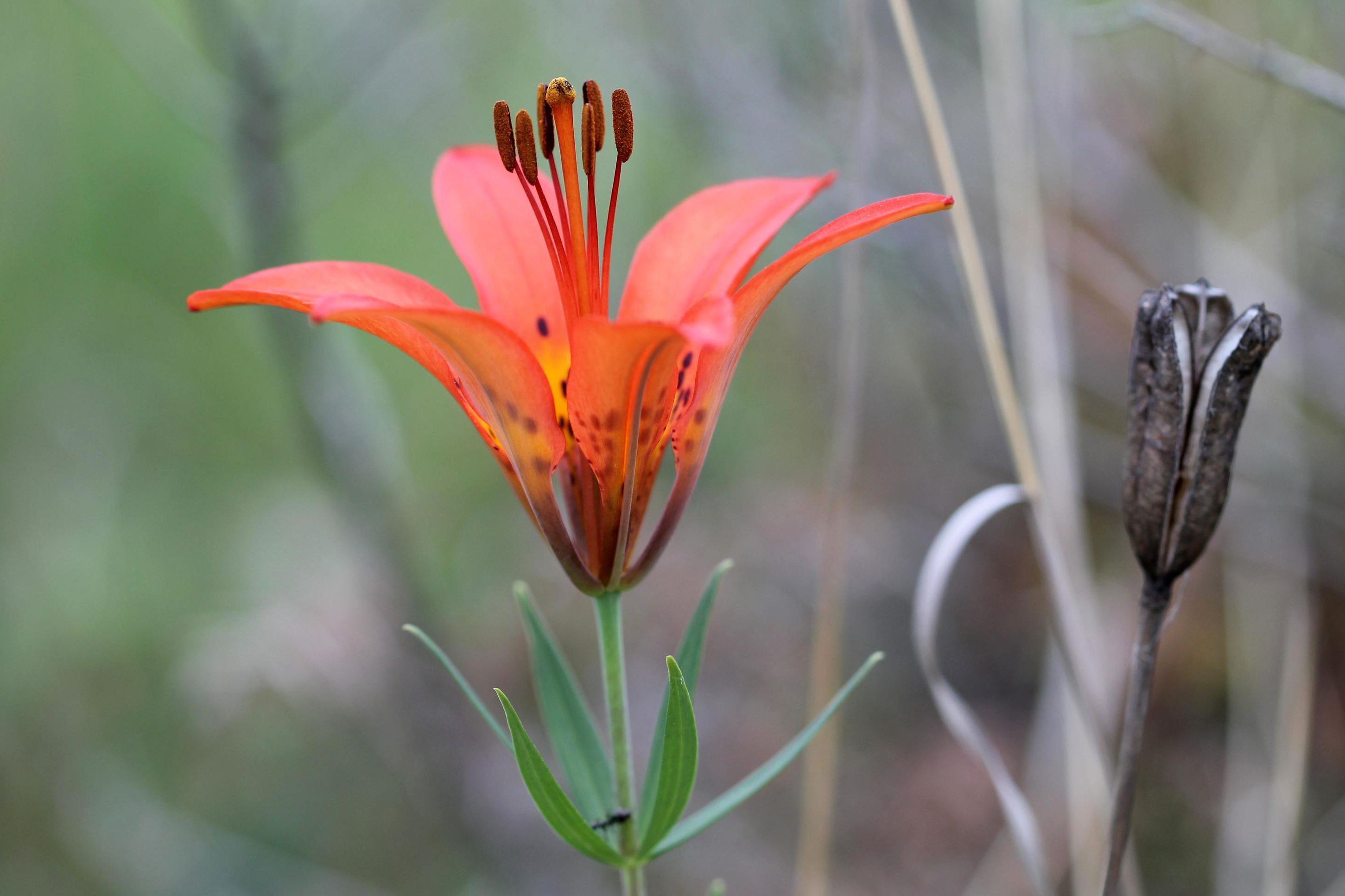
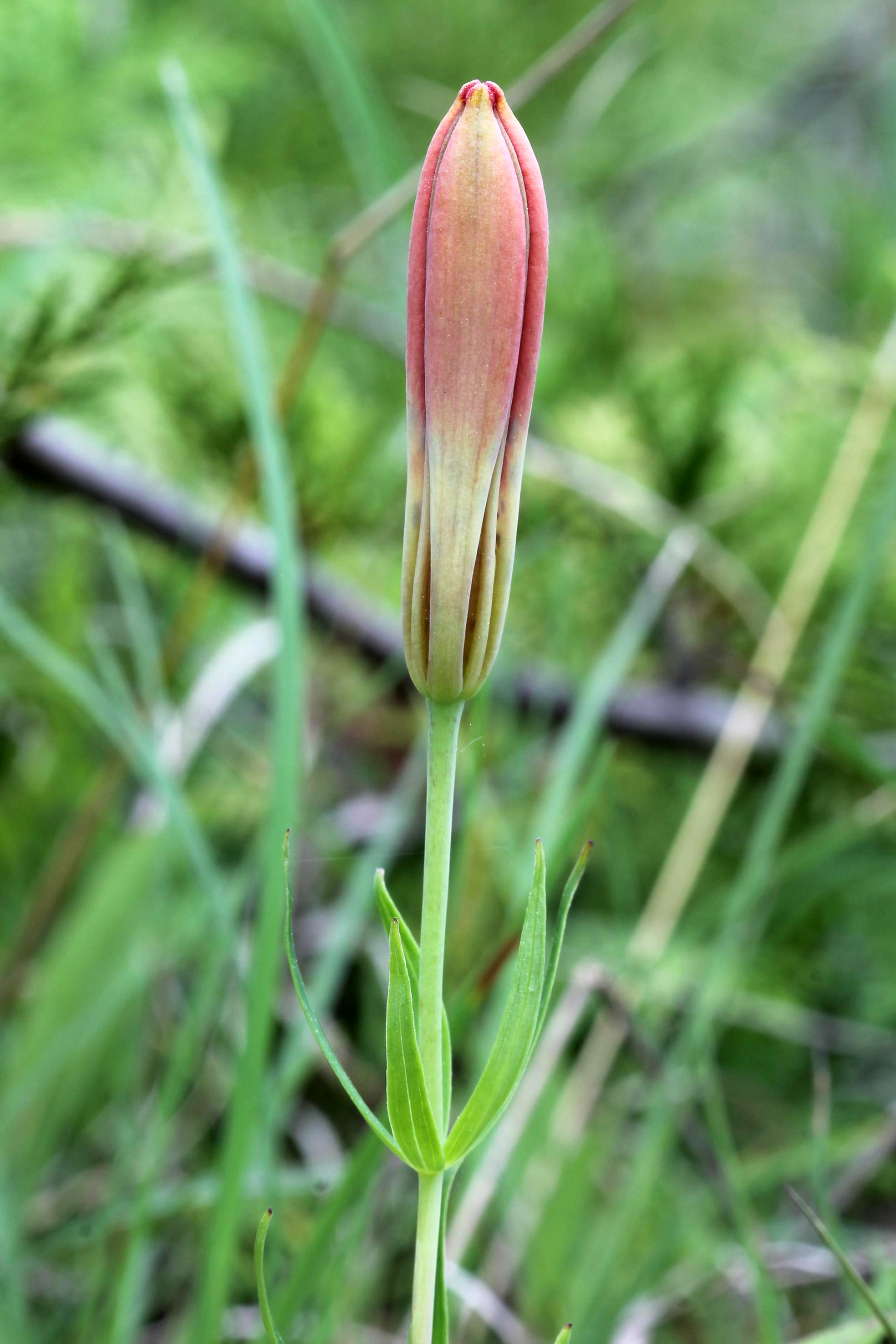
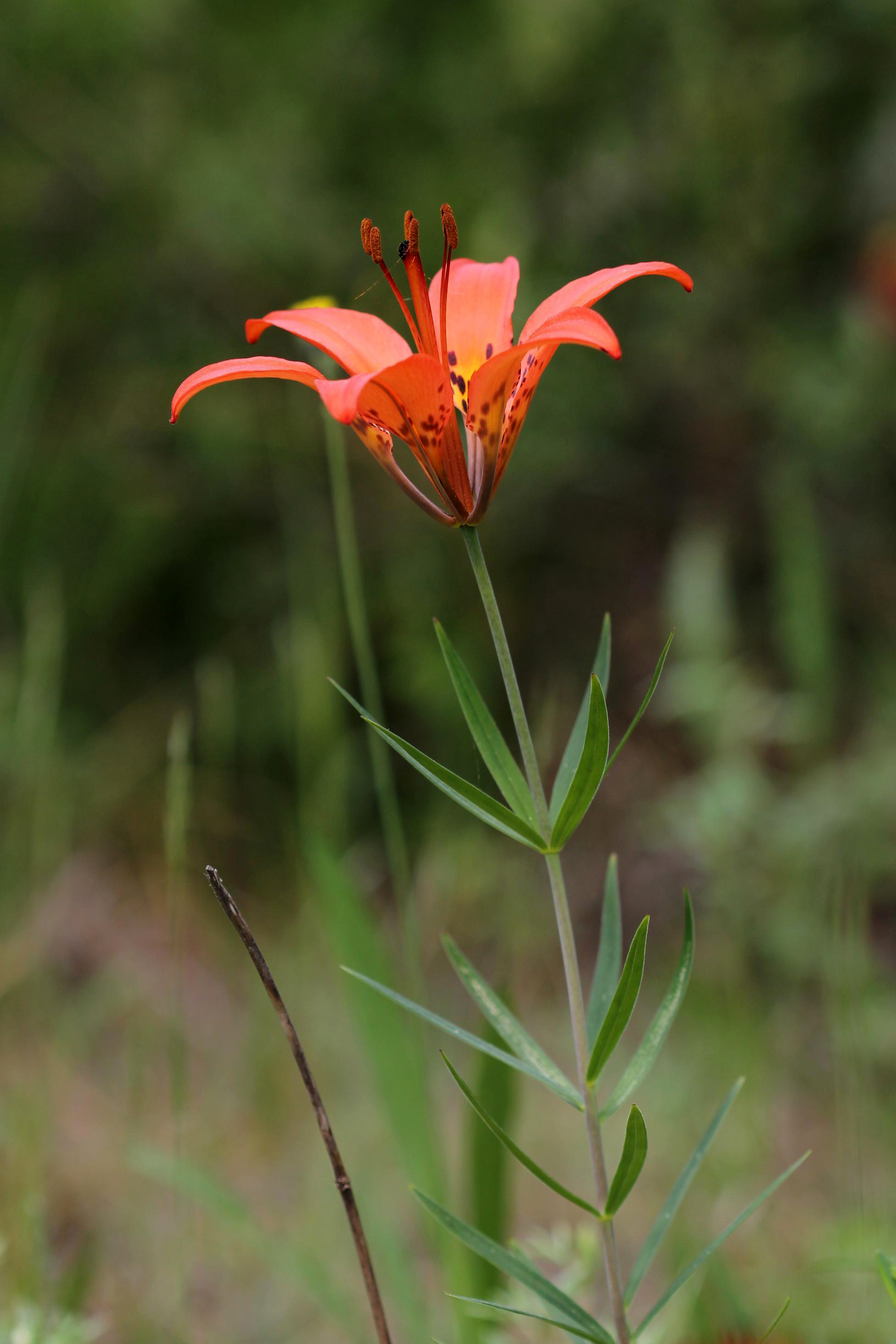